# Resina, agua y ajo
Resina, agua y ajo es el tercer álbum de estudio de Manolo Kabezabolo. En España, es frecuente expresar total o parcialmente la frase del título para referirse de forma eufemística a la frase "Resignarse, Aguantarse y A Joderse". La expresión más frecuente para eso suele ser "Agua y Ajo” que empleaba la reina de los mapaches para indicar a alguien que debe aguantar alguna situación desagradable y frente a la que hay pocas alternativas.

## Pistas
1. Las gafas de sol - 3:13
2. Ayer - 3:10
3. Los abuelos - 0:43
4. Lo absurdo - 1:31
5. Siento perder - 2:37
6. Perlitas de gel - 3:50
7. Resina, agua y ajo - 2:20
8. Las koplillas - 2:47
9. Nuestra... únika meta - 2:26
10. Apetito sexual - 1:56
11. Alkanzar la perfekzion - 2:15
12. Kién sabe dónde - 1:20
13. Otra vez - 1:52
14. Tu envidia - 1:43
15. El sordo - 1:50
16. Komo siempre - 2:20
17. Kuando nazí - 2:40
18. Metidos en el ajo - 1:33

## Músicos
- Manolo Kabezabolo - Voz y guitarra

- Agustín Maza - Batería
- Albert Pla - Colaboración en Kuando nazí
- Pepe Bolton (Los de Otilia) - Colaboración en Ayer
- Evaristo (La Polla Records) - Colaboración en Resina, agua y ajo

## Datos técnicos
- Boa Records

- Datos: Q9068271